# Tortuguitas
Tortuguitas es una ciudad argentina ubicada en el partido de Malvinas Argentinas, provincia de Buenos Aires, en el noroeste del Gran Buenos Aires, a 39 km de la ciudad de Buenos Aires. Por Ley Provincial 15211, el 9 de diciembre de 2020 fue declarada ciudad.

## Población
Cuenta con 49 012 habitantes (Indec, 2001), siendo la 4.° localidad más poblada del partido de Malvinas Argentinas.

## Historia
El 9 de junio de 1947, el Poder Ejecutivo Nacional, por entonces bajo la presidencia de Juan Domingo Perón, dictó el Decreto n.º 16602, por el cual se disponía la creación de la estación «Tortuguitas», en el kilómetro 40 del entonces Ferrocarril Central Córdoba, luego Ferrocarril General Belgrano. Antes de esta estación fue, primero, «Apeadero km 40» para constituirse finalmente como estación «Tortuguitas», en virtud del decreto aludido. 
Quienes peticionaron ante las autoridades para conseguir que se creara la nueva estación fueron las autoridades del Tortugas Country Club, entidad que había sido fundada por Don Antonio Maura hacia 1930, en las tierras que habían pertenecido al Dr. Wenceslao Escalante, conocidas en la época como «el monte de Escalante».
Este club fue fundado con la finalidad de posibilitar a sus asociados la práctica de Polo, para lo cual se contaba con instructores ingleses que enseñaban sus reglas.
Posteriormente, viendo su fundador lo fatigoso que resultaba a los socios trasladarse desde Buenos Aires y tener que volver el mismo día, fue tomando cuerpo la idea de construir éstos, sus propias casas en el Club para poder así pasar el fin de semana en este lugar.
Hacia 1947 la cantidad de casas construidas ya era cercana al número de cincuenta. Vemos entonces la importancia que esta institución tuvo -y tendrá en los años subsiguientes- en la conformación de Tortuguitas.
En relación con la cuestión de la propiedad de las tierras de lo que hoy es Tortuguitas, el antecedente más lejano lo encontramos en la persona de Alonso Escobar. Alonso Escobar fue uno de los expedicionarios que acompañó a Juan de Garay desde Asunción para fundar el 11 de junio de 1580 la ciudad de Santa María de los Buenos Aires. A partir de 1582 la propiedad de las tierras de la campaña se origina por las denominadas Mercedes Reales, es decir la manera con que los reyes de España recompenzaban los servicios militares prestados a favor de la corona. A estas fracciones se las llamaba «Suertes de estancias» y estaban destinadas a la labranza y cría de ganado. Así es que Alonso de Escobar se convirtió en el primer propietario de una vasta zona, que luego fue conocida como la «Cañada de Escobar», y que incluía la porción de la actual Tortuguitas. Luego, estas tierras pasaron por sucesivas manos, hasta llegar a fines de siglo pasado, donde encontramos, por un lado la fracción que compra el Dr. Wenceslao Escalante en la zona que hoy ocupa el Tortugas Country Club, y por el otro la fracción que es propiedad de Miguel Parra, donde luego se formaría Tortuguitas. Se trataba de una estancia de aproximadamente 500 cuadras cuadradas que a la muerte de su propietario y por no tener descendencia directa pasa a ser rematada por vía judicial en el año 1908. La estancia fue dividida en seis fracciones. Los nuevos propietarios fueron Irigoin, Lara, Blas País, Lanzoni, Ferrari y Juan Larreyna.
En el año 1925 los hermanos País, hijos de Blas País, compran la fracción que era atravesada por las vías del Ferrocarril Central Córdoba Extensión a Buenos Aires, donando parte de ellas para que se instale la primitiva parada.
Posteriormente, hacia 1942 los País venden las tierras a una empresa inmobiliaria que las subdivide y vende.
En el año 1947, cuando se crea la estación, Tortuguitas era un tranquilo paraje rural donde era habitual ver pastando el ganado de los tambos del lugar, la más importante actividad de la zona. José Castellano, Pablo Guzzetti, Juan Costa, Segurola, Martingaste y Despesailles, entre otros, se dedicaban a esta tarea. Cabe destacarse que diariamente, a eso de las nueve horas, pasaba por Tortuguitas un tren denominado «lechero» que, desde la localidad de Santa Lucía (vecina a San Pedro), recolectaba los tradicionales tarros llenos de leche para llevarlos hasta Boulogne, desde donde eran distribuidos.
Pasaba de vuelta a las 17:00, devolviendo entonces los tarros ya vacíos, los cuales eran recogidos por sus dueños para comenzar, muy temprano, al día siguiente con la sacrificada labor.
También había, aunque en mucha menor escala, quintas de hortalizas y algún que otro horno de ladrillos.
La actividad comercial era casi nula. Para abastecerse de provisiones estaba el almacén de Lanutti, donde también se servían comidas y el boliche de Claro, ubicado frente a la estación, que era despacho de bebidas.
Para realizar otras compras los pobladores de entonces se dirigían generalmente a la localidad de Garín, que ya contaba con comercios de relativa importancia, como así también oficina de Correos y Destacamento Policial. En Tortuguitas el comercio se desarrollará activamente después de los primeros años de la década de los cincuenta.
Para recibir atención sanitaria se concurría en casos de urgencia a José C. Paz, donde desde 1938, funcionaba la «Casa de Auxilio», que luego sería el actual Hospital Duhau. A partir de la creación de la estación Tortuguitas en 1947 comenzará la venta de terrenos llevada a cabo, entre otras, por las siguientes firmas inmobiliarias: «Ungaro y Barbará», «Lauría S.A.», «Greco Hermanos», «Santiago Astorga», etc. De este modo se irá poblando el lugar y apareciendo los primeros barrios -«San Lucas», «Solares de la Reina», «Astorga», «Marquesado» entre otros- que irán conformando la fisonomía actual de Tortuguitas.

## Barrios de Tortuguitas
Los Barrios que componen la Localidad de Tortuguitas son: Astorga, Astorga II, Carumbe, El Callao, El Chelito, El Cuadrado, Ferroviario, La Granja, El Palenque, La Soleada, Los Ángeles, Marquesado, Parque Alvear, Parque Industrial, Parque Hermoso, Parque San Luis, Primaveral, San Lucas, Solares de la Reina, Tortuguitas, Altos de Alvear , y Touring Club.

## Colegios de Tortuguitas
Dentro de Tortuguitas encontramos los siguientes colegios: E.E.M nº7 Roberto Arlt ex Terraf, Colegio San Juan, Escuela nº41 Don José de San Martín, Colegio Parroquial Nuestra Señora de Fátima, Secundaria nº17, Escuela nº19/337, E.P.B nº21 Rosario Vera Peñalosa, Instituto Modelo Tortuguitas, Colegio Ethan, Escuela nº3, Jardín de Infantes nº903, Escuela Primaria n.º 2 José Hernández. La primera escuela primaria se fundó en 1954 en un galpón atrás de lo que es hoy la parroquia de Fátima, era en ese momento y cuando se trasladó a Cura Brochero y Panamá la escuela 25 hoy primaria 8.

## Parroquias de la Iglesia católica en Tortuguitas
| Diócesis  | San Miguel en Argentina  |
| --------- | ------------------------ |
| Parroquia | Nuestra Señora de Fátima |